# Vouvray
Vouvray è un comune francese di 3 183 abitanti nel dipartimento dell'Indre e Loira, regione del Centro-Valle della Loira.

## Società

### Evoluzione demografica
Abitanti censiti